# ボートの時間!
『ボートの時間!』（ボートのじかん）は、サンテレビジョンにて2016年4月3日より放送されている、競艇（ボートレース）を題材としたバラエティ番組。住之江競艇場（ボートレース住之江）の一社提供。

## 概要
司会者の永島知洋及び女性アシスタント陣が、ボートレースにまつわる様々な人や物事に体当たり取材を行い、その模様を伝える15分番組。住之江競艇で大きなレースが行われる直前などにレース展望を伝えることもあるが、通常はレースそのものではなく、競艇選手の休日に密着したり、開催中に住之江競艇で行われるイベント類のレポートを行うなどといった内容が多い。
スポンサーの関係上、番組に登場する選手は多くの場合大阪支部所属である。
番組の模様は公式YouTubeチャンネルでも公開されており（2023年現在、原則として放送の翌日に公開）、サンテレビのエリア外での視聴も可能となっている。
2018年度から、住之江競艇で年1回「ボートの時間!ご視聴ありがとう競走」が開催されている。特にドリーム戦は司会の永島がメンバーを選ぶことから通称「永島ドリーム」と呼ばれている。2023年度は休止されたが、2024年度は2025年2 - 3月に開催された。

## 主な企画

### 現在
〇〇の休日
一人の競艇選手にスポットを当て、選手の競艇場外での姿を見せる企画。選手行きつけの飲食店でのインタビューや、選手が永島らと一緒に何かに挑戦するといった内容が多い。初登場の選手については、アシスタント陣によるニックネームが（半ば強引に）付けられるのが恒例。新型コロナウイルス感染拡大の影響で、2020年 - 2023年にかけて長らく休止状態だったが、2023年8月に久々に復活した（ゲスト：湯川浩司）。
突撃ピット（宿舎）インタビュー
住之江でのレース開催中に、ピット裏もしくは宿舎の娯楽室にて永島らが選手にインタビューを行う企画。こちらも長らく休止していたが、2024年1月（収録は前月のグランプリ）より再開した。
ながしまnoばぁ〜
永島がバーテンダーとなり、ゲストを迎え、実際に酒を飲みながらトークを行う企画。収録は元競艇選手の山田達也（大阪支部）が経営するバーで行われることが多い。
ボートーーク
住之江の開催中にスタンドにて行われるトークショーの模様をダイジェストにして伝える企画。
ウィークリー大阪支部
ナレーターの浜本が、住之江でのレース開催告知（他場でのSG/PGI開催時はその告知も）、大阪支部の選手の優勝報告、番組からのプレゼントの案内などを行うコーナー。番組の最後に放送される。

### 過去
おうちの時間!
競艇選手とテレビ電話（Skypeなど）にてトークを行う企画。選手は多くの場合自宅から登場するため、結果的に「お宅公開」となる場合も多い。
前述の通り、2020年 - 2023年にかけて現役選手相手のロケやトークショーが困難になったため、当時はこの企画がメインとなっていた。
実践検証 永島ラボ!
住之江で行われるレースについて、永島が様々な仮説に従って舟券を購入し、実際に的中するかどうかを検証する企画。
ボートレーサーになりたい
永島が二級小型船舶操縦士の免許を取得すべく、必要な学科・実技等を学ぶ企画。講師はスミノエマリンシステムの社員が務める。
ボレジョの気になるよね～!
女性アシスタント陣の「ボートレースの気になる要素」を調べる企画。「ボレジョ」は「ボートレース女子」の略。稀に「ともひろの気になるよね～!」として、MCの永島の気になる要素を調べる企画となることもある。
住之江めし
住之江のスタンド内にある飲食店の人気メニューを紹介するミニコーナー。このコーナーのみ永島は登場せず、原則としてアシスタント陣のみで進行する。

## 出演者
毎週出演するのは永島のみで、アシスタント陣は概ね3～4週交代で通常2名程度が出演する。

### 現在
- 永島知洋 - 司会、第1回から出演[注 3]
- 益田あゆみ - 第64回「追加メンバー決定戦」にてレギュラーに追加（2期生）
- きゅみ - 第374回「新メンバー決定!」にてレギュラーに追加（4期生）
- 藤岡理佐 - 同上（4期生）
- 松本日向 - 同上（4期生）
- 森きらり - 第485回「新メンバー決定! & お得情報」にてレギュラーに追加（5期生）
- 星玲奈 - 同上（5期生）
- 大野凛 - 同上（5期生）
- 椿ミオ - 同上（5期生）
- ゆいちゃみ - 同上（5期生）[注 4]
- 浜本諭 - ナレーション

このほか準レギュラーとして、野添貴裕/小島幸弘/立山一馬などの競艇解説者が登場する。また現役選手では上條暢嵩の登場回数が多い。

### 過去
- 上原ありさ - 第5回から出演（1期生）。第242回（2020年11月15日放送）をもって卒業[1]。
- 秋葉のぞみ - 第8回から出演（1期生）。第274回（2021年6月27日放送）をもって卒業[2]。
- 小日向萌 - 第174回よりレギュラーに追加（3期生）。第293回（2021年11月7日放送）をもって卒業。
- たかはしあいこ - 第174回よりレギュラーに追加（3期生）。第352回（2022年12月25日放送）をもって卒業。
- 藤村椿 - 第1回から出演（1期生）。第408回（2024年1月21日放送）をもって卒業。
- 土屋ひな - 第374回「新メンバー決定!」にてレギュラーに追加（4期生）。番組内で正式な卒業告知は行われていないが、2024年7月時点で番組オープニングから姿を消したほか、公式サイトからも名前が消えている。
- 日乃陽菜美 - 第65回「追加メンバー決定戦!第2R」にてレギュラーに追加（2期生）。第470回（2025年3月30日放送）をもって卒業。

## 備考
第228回（2020年8月9日放送）は、直後に住之江競艇で行われる予定だった「大阪ダービー 第37回摂河泉競走」（8月11日から8月16日開催予定）の展望を行う内容だったが、直前の開催（ボートの時間!ご視聴ありがとう競走）に参加した選手の中から新型コロナウイルスの感染者が出たことを理由に、同日に競走中止が発表されたため、放送は行われたもののYouTube配信上は欠番となっている。
第432回（2024年7月7日放送）は、YouTubeでは本編は配信されず、代わりに未公開シーンを集めた特別編が配信された（理由は不明）。

## スタッフ

### 2022年現在
- 企画：遠山大佑（関西広告）
- CG：柴田克人
- 編集：山崎仁志
- MA：佐片健
- ディレクター：水谷新
- AP：権藤辰寿
- プロデューサー：西中聡（放送映画製作所）、木村賢勇（サンテレビジョン）
- 制作：放送映画製作所
- 制作・著作：サンテレビジョン

### 過去のスタッフ
- ブレーン：中野さなえ（グレートマザーカンパニー）
- AP：鮫島和隆
- プロデューサー
  - 上恐輝（サンテレビ）…2016年度
  - 篠原圭吾（サンテレビ）…2017年度
  - 花岡佳介（サンテレビ）…2018年度
  - 大川恭弘（サンテレビ）…2019年度

### 注
1. ↑  大阪市中央区の「SnackBar moo」。
2. ↑  住之江競艇で実際に使用されるボートやモーターを管理する、住之江競艇保有・運営会社・住之江興業の関連会社。
3. ↑  番組開始から8年目の第387回（2023年8月27日放送分）にて、初めて番組を欠席した。
4. ↑  オーディションは受けておらず、永島からの指名でレギュラーとなった。